# Escorpiones Zacatepec Fútbol Club
El Escorpiones Zacatepec Fútbol Club fue un equipo de fútbol mexicano de Zacatepec, Morelos que participaba en la Serie A de la Segunda División de México. Originalmente, el equipo tuvo su sede en la ciudad de Cuernavaca.

## Historia
El 7 de mayo de 2021 se dio a conocer la creación del Escorpiones Fútbol Club, el cual sería el nuevo equipo encargado de representar a la ciudad de Cuernavaca y al estado de Morelos en la Segunda División de México, luego de la desaparición de los clubes Atlético Zacatepec y Halcones de Morelos, los cuales participaban en la Liga de Ascenso y Segunda División respectivamente.
En la presentación del club se dio a conocer que este sería dirigido por Héctor Anguiano, además de darse a conocer la intención de conformar al club con una base de futbolistas morelenses.
El 30 de julio de 2021 se anunció la entrada del Escorpiones Fútbol Club a la Serie A de México, siendo colocados en el Grupo 2 de la categoría. Posteriormente se dieron a conocer los primeros jugadores del club para la temporada: Sebastián Madrid, Francisco Córdova y Enzo Díez. Como parte del proyecto el club consiguió la conformación de un equipo para participar en la Liga TDP, en su primera temporada esta escuadra tuvo su sede en Ecatepec de Morelos, Estado de México, sin embargo, posteriormente la directiva del club consiguió asociados para la administración de esta franquicia, por lo que pasó a ser utilizada por equipos independientes con sede en la Ciudad de México y posteriormente en Durango, aunque conservando la condición de equipo filial de los Escorpiones.
El equipo debutó de manera oficial el 18 de septiembre de 2021 con una derrota por el 0-1 ante el club Cafetaleros de Chiapas.
En el Torneo Clausura 2022 el equipo logró clasificar a su primera liguilla, pero fueron eliminados en la ronda de cuartos de final por el Mazorqueros Fútbol Club, club que terminaría siendo el campeón del certamen.
En mayo de 2023 el equipo anunció su traslado de Cuernavaca a Zacatepec para pasar a jugar en el Estadio Agustín Coruco Díaz, el recinto deportivo más grande del estado de Morelos y el cual se había quedado sin equipo desde 2020 tras el cambio de nombre y sede del Atlético Zacatepec y el fallido proyecto del Club Deportivo Lobos Zacatepec. Esto con el objetivo de devolver el fútbol a esa localidad y buscar un mayor apoyo de aficionados ante el poco respaldo recibido por la afición de la capital del estado. Como consecuencia del cambio el equipo pasó a llamarse Escorpiones Zacatepec y su identidad gráfica se modificó al adoptar los colores verde y blanco en sustitución del naranja, aunque conservando el negro utilizado en el diseño original, esto para generar mayor conexión con la identidad del histórico Club Zacatepec.
Luego de un año bajo la identidad de Escorpiones Zacatepec, el 21 de julio de 2024 el equipo anunció su cambio de nombre a Zacatepec Fútbol Club para recuperar la identidad histórica del club cañero tras alcanzar un acuerdo con la promotora deportiva dueña de los derechos del nombre del club, terminando de esta manera con el proyecto de Escorpiones para dar paso al retorno de los Cañeros del Zacatepec.

## Estadio
El Estadio Agustín Coruco Díaz es un estadio en la ciudad de Zacatepec en el estado de Morelos en México, antigua casa del desaparecido Club Atlético Zacatepec de la Liga de Ascenso de México, tiene capacidad para 24 313 espectadores sentados lo que lo coloca como el estadio más grande de Morelos. Ha sido un estadio muy utilizado para la práctica del fútbol profesional desde la década de los 50, especialmente por los Cañeros del Zacatepec, equipo representativo del Estado de Morelos por sus logros obtenidos a lo largo de su historia en Primera División Nacional, Segunda División, Primera División "A" (posteriormente Liga de Ascenso) y Tercera División.
Entre 2021 y 2023, durante sus dos primeros años de existencia el equipo jugaba sus partidos en el Estadio Centenario de Cuernavaca.

## Temporadas
| Temporada     | División          | Posición               |
| ------------- | ----------------- | ---------------------- |
| Apertura 2021 | 3.Segunda Serie A | 12°. Grupo II          |
| Clausura 2022 | 3.Segunda Serie A | 4°. Grupo II (Cuartos) |
| Apertura 2022 | 3.Segunda Serie A | 10°. Grupo III         |
| Clausura 2023 | 3.Segunda Serie A | 7°. Grupo III          |
| 2023/2024     | 3.Segunda Serie A | 9°. Grupo III          |